# Armășești (okręg Jałomica)
Armășești – wieś w Rumunii, w okręgu Jałomica, w gminie Armășești. W 2011 roku liczyła 608 mieszkańców.